# Óbninsk
Óbninsk - Обнинск (rus) - és una ciutat de l'óblast de Kaluga, a Rússia. És conegut per ser el primer naukograd (ciutat científica) de Rússia. Es troba a 108 km al sud-oest de Moscou, prop del riu Protvà.

## Història

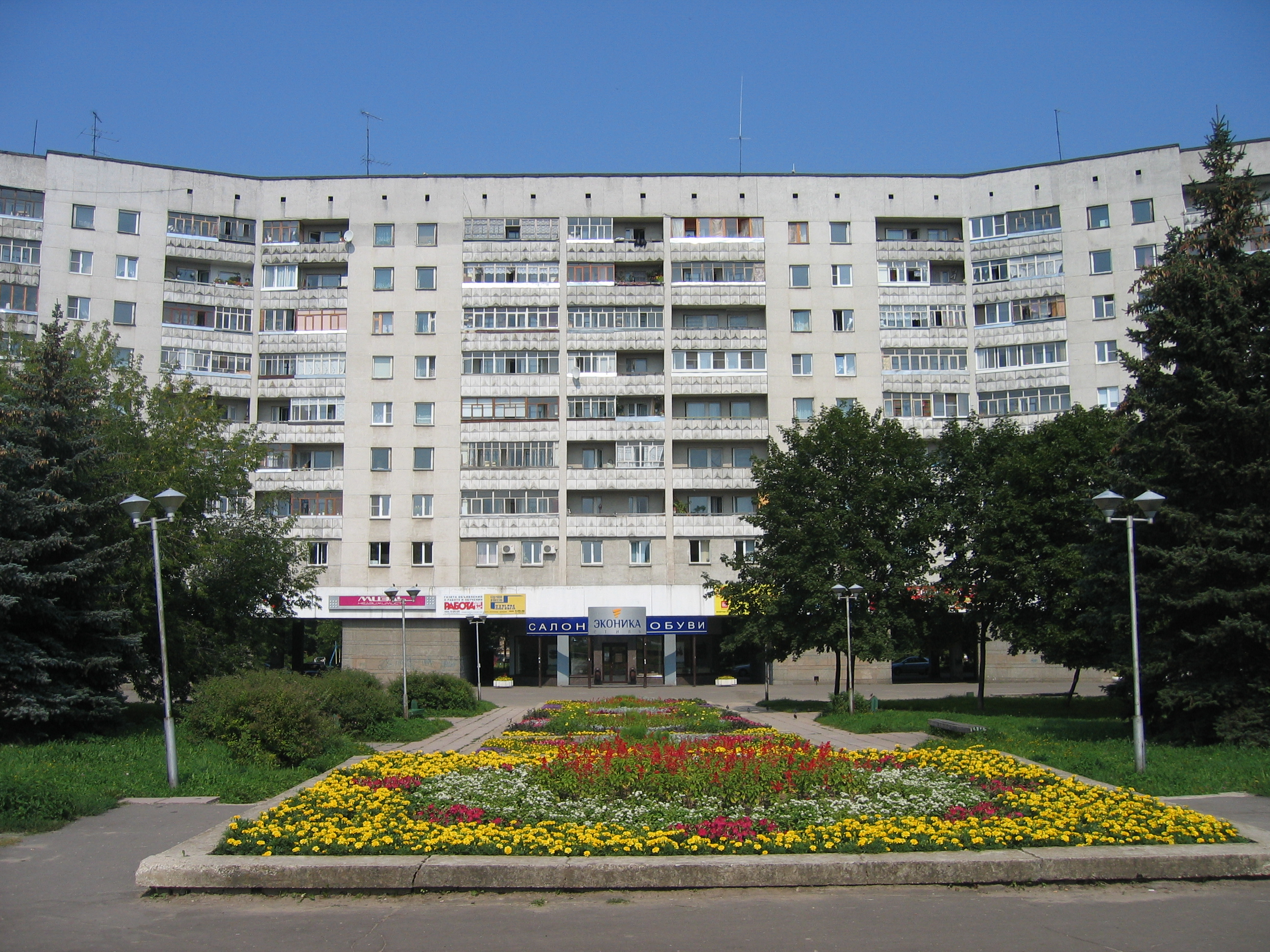
Edificis d'Óbninsk

La vila fou fundada el 1946 com a residència per a constructors de la primera planta nuclear civil del món. El 1956 obtingué l'estatus de ciutat, dos anys després de la construcció de la central el 1954. És la segona ciutat més poblada de la província.

## Ciutats agermanades
- Oak Ridge (Tennessee), Estats Units
- Mianyang, Xina
- Visaginas, Lituània